# Brewarrina

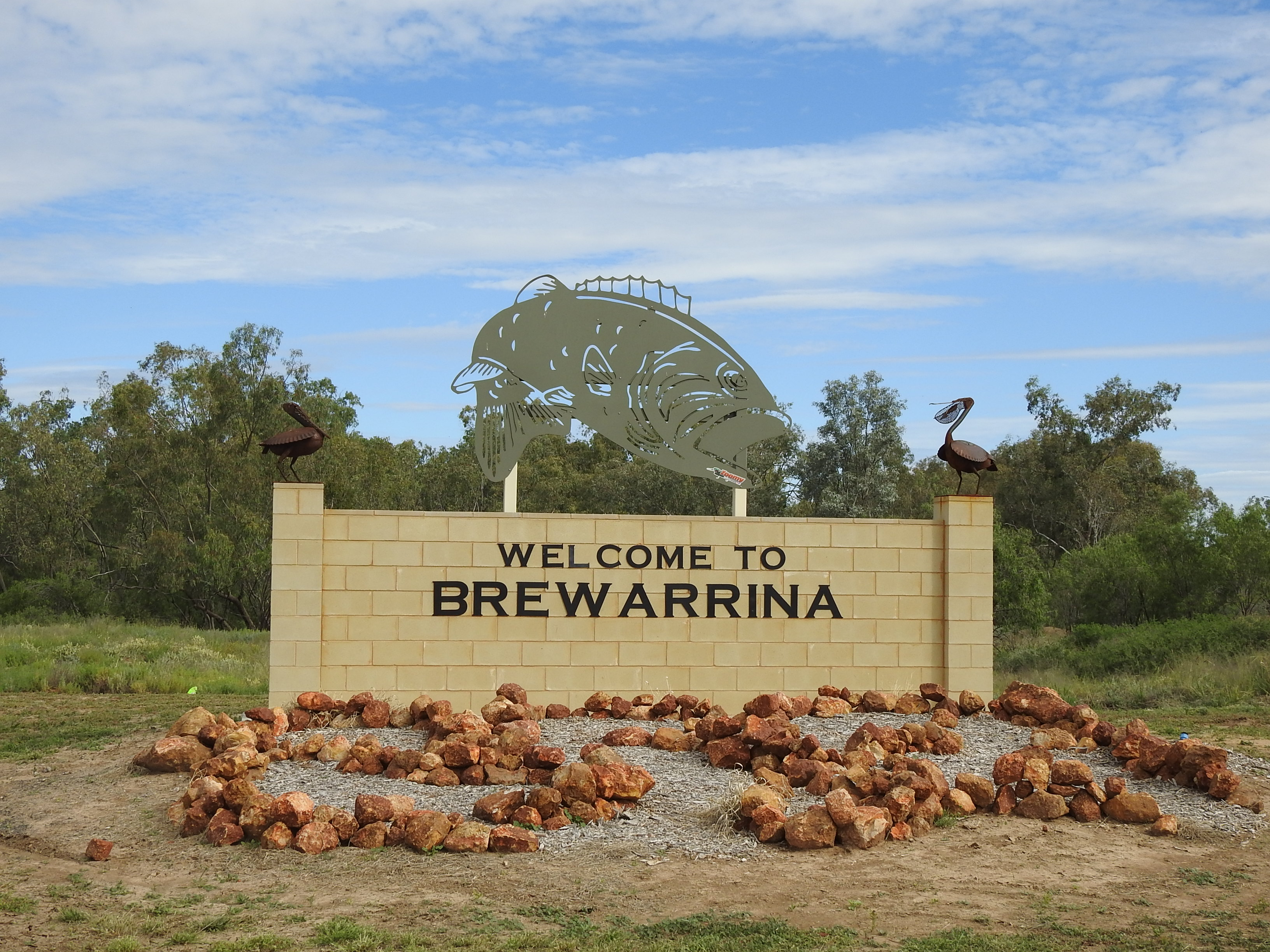
Letrero de la ciudad desde el acceso este

Brewarrina (pronunciado 'bree-warren-ah'; conocida localmente como "Bre") es una ciudad ubicada a 787 km de Sídney, en el noroeste de Nueva Gales del Sur, Australia. Está situada a orillas del río Barwon, en el condado de Brewarrina, y se encuentra a 96 kilómetros al este de Bourke y al oeste de Walgett, en la autopista Kamilaroi. El nombre Brewarrina proviene de 'burru waranha', un nombre Weilwan para una especie de Acacia, "racimos de acacia", "un nativo de pie" o "lugar donde crece la grosella silvestre". En 2016, la población de Brewarrina era de 1,143 habitantes. En el distrito de Brewarrina también se encuentran las localidades de Goodooga, Gongolgon, Weilmoringle y Angledool.

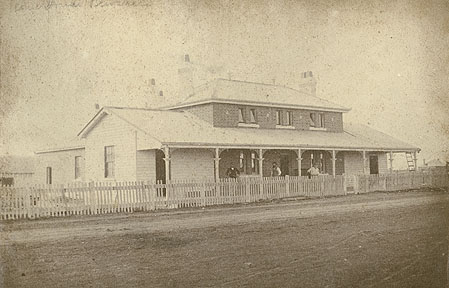
Palacio de Justicia de Brewarrina

Cerca de este lugar se produjeron varias masacres indígenas, un oscuro capítulo en la historia de la región que forma parte del legado de las tensiones y conflictos durante la colonización europea.